# Lunar Orbiter Image Recovery Project

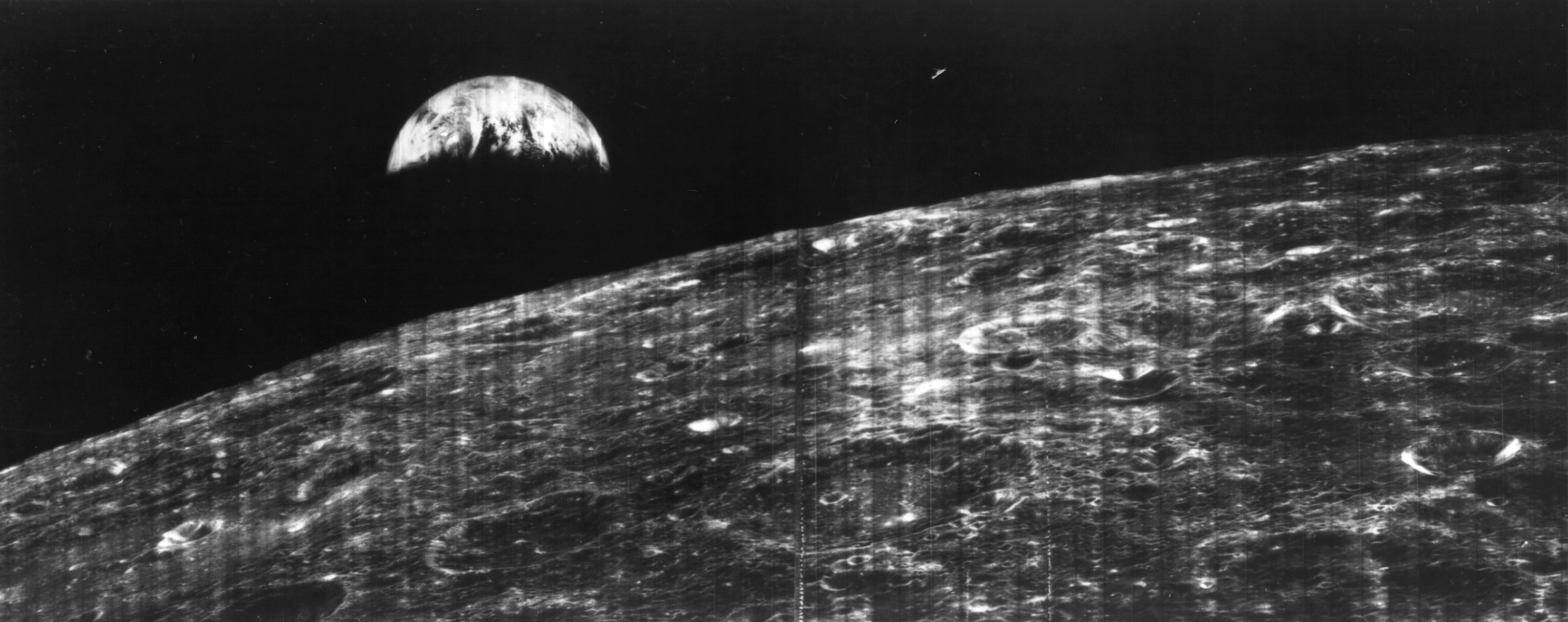
La fotografia della Terra ripresa da Lunar Orbiter 1 nel 1966, così come originariamente mostrata al pubblico, presenta numerosi difetti e strisce

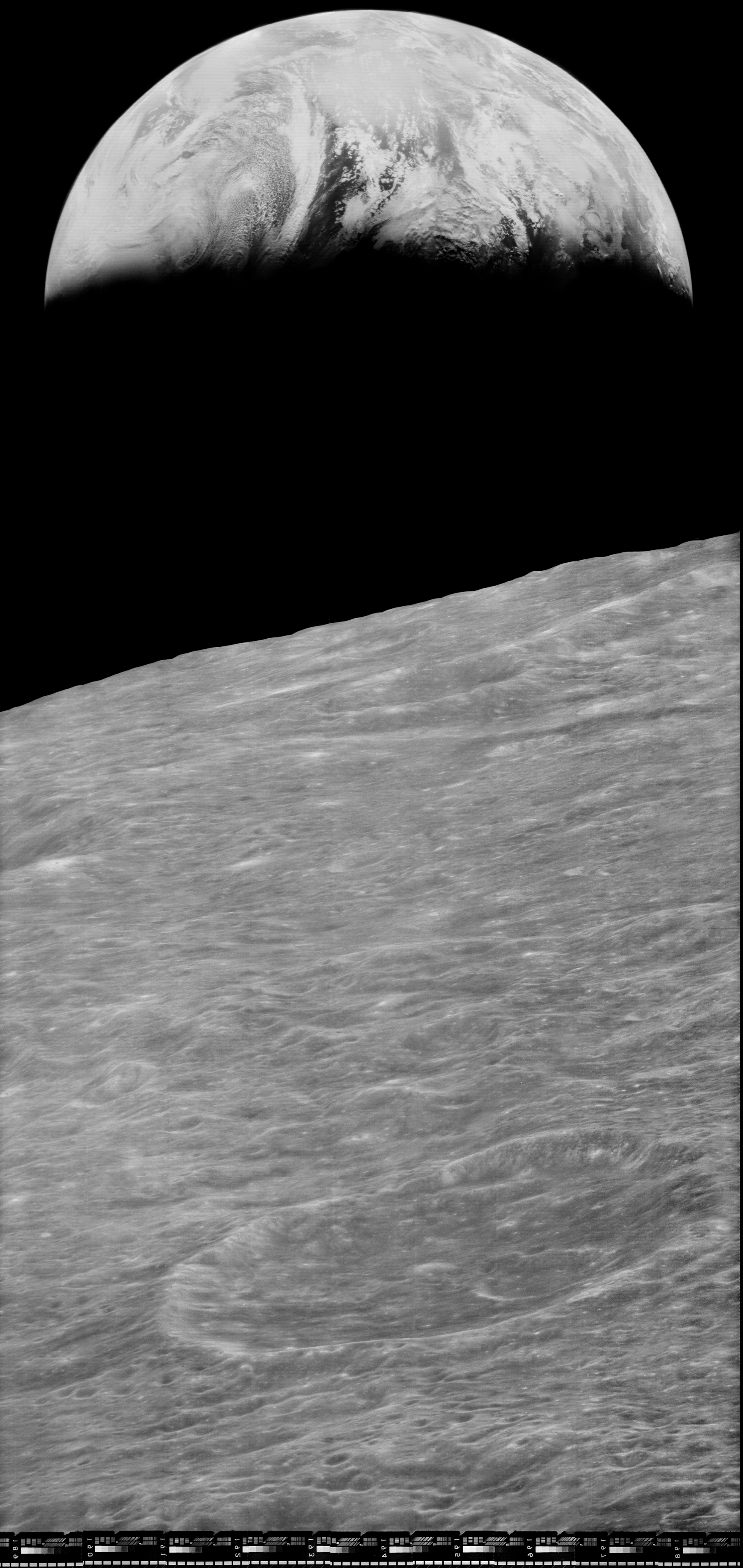
Questa fotografia mostra il miglioramento della qualità dell'immagine dopo la acquisizione e rielaborazione da parte di LOIRP

Il Lunar Orbiter Image Recovery Project (LOIRP) è un progetto finanziato dalla NASA, SkyCorp, SpaceRef Interactive e da privati per digitalizzare i nastri di dati analogici originali dei cinque veicoli spaziali del programma Lunar Orbiter inviati alla Luna nel 1966 e 1967. La prima fotografia recuperata con successo dal progetto è stata pubblicata nel novembre 2008. È stata la prima fotografia della Terra dalla Luna, scattata nell'agosto 1966. Il 20 febbraio 2014 il progetto ha annunciato di aver completato la parte principale di acquisizione del progetto. Una fotografia a media risoluzione, la maggior parte di una fotografia ad alta risoluzione e parti di altre tre fotografie sono mancanti, apparentemente a causa di lacune nel momento in cui sono state registrate. Il resto delle fotografie di Lunar Orbiter sono state recuperate con successo e sono state pubblicate nel Planetary Data System della NASA.

## Contesto storico
Le fotografie scattate dalle navicelle spaziali del programma Lunar Orbiter sono state utilizzate principalmente per localizzare i punti di atterraggio delle navicelle con equipaggio del programma Apollo. Una volta completate queste missioni i dati, su circa 1.500 nastri, sono stati in gran parte trascurati poiché avevano esaurito il loro scopo. I nastri originali sono stati accuratamente archiviati per 20 anni dal governo del Maryland. Quando i nastri sono stati riconsegnati al Jet Propulsion Laboratory (JPL) della NASA nel 1986, la decisione di eliminare o meno i nastri è stata presa dall'archivista Nancy Evans. Lei decise che i nastri dovevano essere conservati e ricorda: "Non potevo moralmente sbarazzarmi di questa roba".
Nel giro di pochi anni Nancy Evans e alcuni colleghi riuscirono ad avviare un piccolo progetto con il finanziamento della NASA. Sono riusciti a trovare quattro rare unità a nastro magnetico Ampex FR-900 (unità altamente specializzate che sono state utilizzate solo da agenzie governative come FAA, USAF e NASA). L'avvolgimento dell'FR-900 è stato adattato dal formato 2 pollici Quadruplex, solo nel caso dell'FR-900, l'unità è stata progettata per registrare un segnale analogico a larga banda di qualsiasi tipo per strumentazione di controllo o altri scopi, piuttosto che specificamente un segnale video come nel caso del Quad da due pollici. Nel corso del tempo, il team di Evans ha anche raccolto documentazione e pezzi di ricambio in eccesso per le unità nastro da varie fonti governative.
Il progetto è riuscito a ottenere i dati analogici grezzi dai nastri ma, per generare le fotografie, hanno scoperto di aver bisogno dell'hardware di demodulazione specializzato che era stato utilizzato dal programma Lunar Orbiter ma che non esisteva più. I membri del team hanno cercato di ottenere finanziamenti dalla NASA e da fonti private per costruire l'hardware ma non hanno avuto successo. Alla fine sia Nancy Evans che Mark Nelson passarono ad altri progetti mentre le unità a nastro si trovavano nel garage di Evans.
Nel 2004 Philip Horzempa stava facendo ricerche sul programma Lunar Orbiter presso il NASA History Office di Washington. Negli archivi della NASA si è imbattuto in una nota del 1996 contenente una proposta di Mark Nelson di digitalizzare le fotografie del programma Lunar Orbiter. Dopo circa un anno di ricerche Horzempa ha contattato Mark Nelson. I due hanno deciso di trovare finanziamenti e di riprendere il recupero dei nastri Lunar Orbiter. Hanno contattato Jen Heldmann dell'Ames Research Center della NASA.
All'inizio del 2007 Horzempa ha parlato del tentativo di recupero dei nastri Lunar Orbiter su un forum Web, NASASpaceflight.com. Conseguentemente Dennis Wingo ha contattato Philip Horzempa attraverso quel forum. Horzempa ha messo Wingo in contatto con Nelson ed Evans che hanno invitato Wingo ad unirsi al team. Oltre alle unità a nastro di cui sopra, Nelson è riuscito ad ottenere diverse testine a nastro.  Le unità a nastro erano assolutamente essenziali per ogni tentativo di lettura dei nastri dati originali del Lunar Orbiter.
Dennis Wingo è presidente della società di ingegneria aerospaziale SkyCorp e opera da tempo nel settore spaziale e delle tecnologie informatiche. Sapeva di poter riunire le competenze tecniche per affrontare la gestione della ricostruzione delle unità a nastro, poteva trovare contatti alla NASA e, cosa più importante, sapeva che la Luna stava tornando ad essere un tema di grande attualità. Wingo ha detto: "Conoscevo il valore delle unità a nastro e dei nastri". Un altro gruppo ha pensato lo stesso, scrivendo: "le future missioni sulla Luna hanno riacceso la comunità lunare e rinnovato interesse per i dati dell'orbita lunare".
Una nuova veicolo spaziale, la Lunar Reconnaissance Orbiter (LRO), è entrato in orbita intorno alla Luna il 23 giugno 2009, e, dopo i test, ha iniziato la sua missione fotografica in settembre. Uno degli obiettivi principali di LRO è quello di valutare il rischio per le persone che lavorano sulla superficie della Luna. L'LRO può fotografare a superficie in maniera paragonabile alle fotografie a più alta risoluzione scattate sulla Luna durante l'era Apollo. Le fotografie originali dell'orbita lunare erano le fotografie a più alta risoluzione mai scattate della Luna prima della fotografia dell'LRO. Le fotografie digitalizzate del programma Lunar Orbiter sarebbero di grande valore per gli scienziati che studiano i cambiamenti della superficie lunare.

## Competenze e infrastrutture

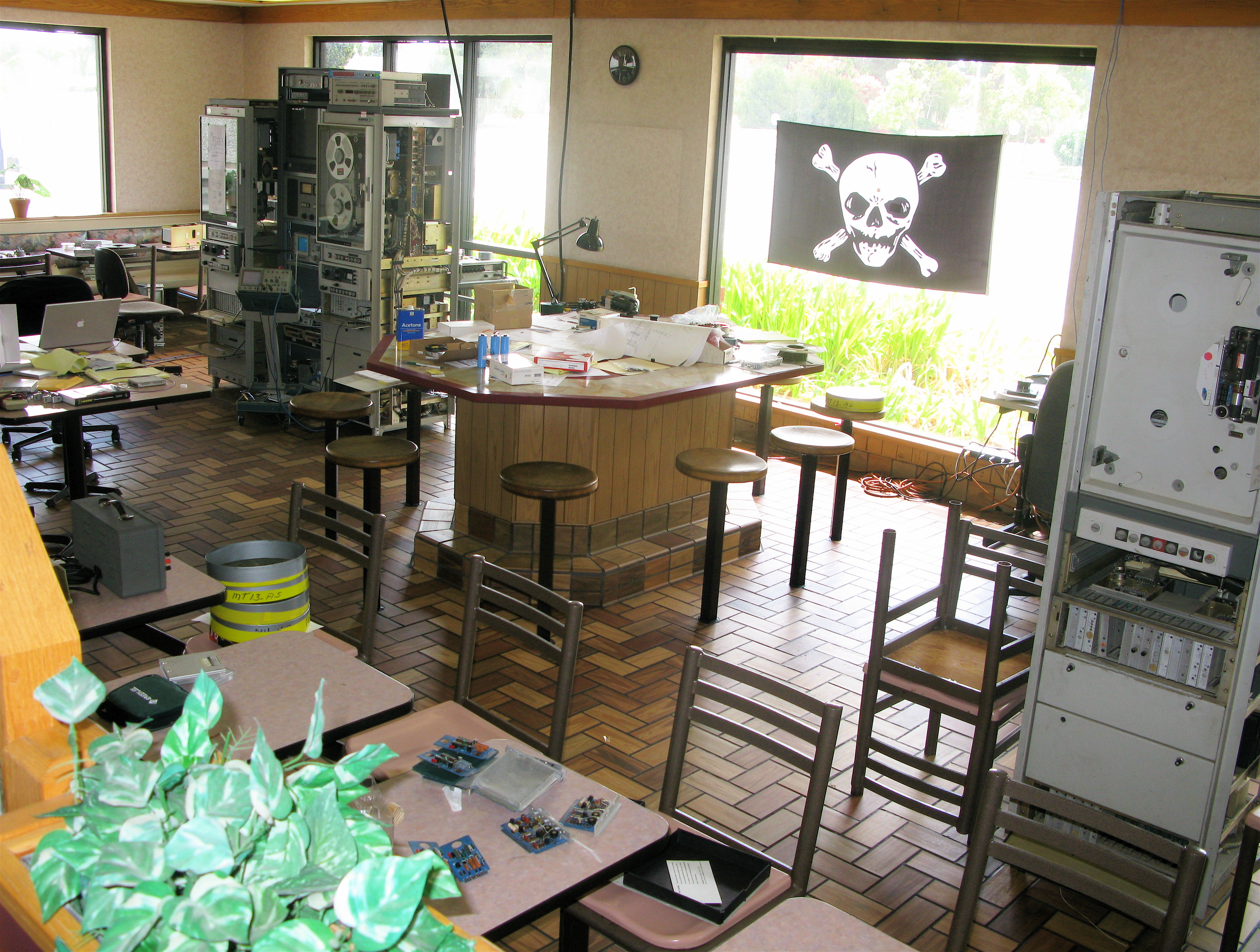
La metà anteriore delle strutture del LOIRP

Nel febbraio 2007 Wingo ha ispezionato i quattro Ampex FR-900 per la prima volta nel garage di Evans. Ogni unità era alta circa 6 piedi (1,8 m), larga 3 piedi (0,9 m), profonda come un frigorifero e pesava circa 600 libbre (270 kg). Questi erano tutti ricoperti da spessi strati di polvere e ragnatele. Erano conservati con un pallet di manuali e schemi per le unità a nastro, insieme a copie cartacee dei dati relativi alle fotografie lunari. Intanto i nastri sono stati conservati in modo sicuro in un magazzino climatizzato. C'erano circa 1.500 nastri, tutti in scatole, accatastati su pallet e avvolti in film termoretraibile.
Wingo e Keith Cowing, presidente di SpaceRef Interactive, sono stati ora co-leader del Lunar Orbiter Image Recovery Project (LOIRP). Sia Cowing che Wingo hanno fornito i fondi necessari per avviare il progetto. Hanno trascorso circa un anno alla ricerca di ulteriori finanziamenti, strutture, documentazione e competenze. Pete Worden, direttore del Ames Research Center della NASA, ha accettato di conservare le unità a nastro e i nastri nello spazio inutilizzato del magazzino fino a quando non sono stati trovati finanziamenti e strutture per iniziare il progetto di restauro. Nell'aprile 2007, il Jet Propulsion Laboratory ha consegnato i nastri alla custodia dell'Ames Research Center. Evans ha anche trasferito la proprietà delle unità FR-900 a Wingo e Cowing. Loro due hanno noleggiato due camion per il trasferimento, caricato le unità a nastro e la documentazione in un camion e caricato i pallet di nastri dati analogici nell'altro camion. Cowing e Wingo hanno poi guidato i camion da Burbank fino a Mountain View. Le unità e i nastri sono rimasti in magazzino per circa un anno, mentre si cercavano fondi per il progetto.
Poiché il team aveva bisogno di una struttura con riscaldamento e raffreddamento adeguati e un lavandino, gli edifici disponibili appena fuori dal cancello dell'Ames Research Center sono stati ridotti a due: un barbiere e un ristorante McDonald's che aveva chiuso settimane prima. Il barbiere era relativamente piccolo, quindi lavorare lì avrebbe richiesto che i nastri fossero conservati in un magazzino separato. D'altra parte, l'ex McDonald's era molto più grande, aveva una buona illuminazione, potenza adeguata, aria condizionata e parcheggio. L'edificio è risultato necessitare di alcuni miglioramenti nel cablaggio elettrico. Nel luglio 2008 il team si è trasferito nell'ex McDonald's (edificio 596), ora chiamato "McMoon's".
Wingo e Cowing hanno trovato rapidamente maggiore competenza in Ken Zin, un veterano dell'United States Army che aveva una lunga esperienza nel campo delle macchine a nastro analogiche, compresa la serie FR-900. Per coincidenza, il fratello di Zin ha lavorato al NASA Ames Research Center ed è per questo motivo che Wingo e Cowing si sono inizialmente messi in contatto con Zin. Con l'assistenza di Ken Davidian nella sede della NASA, nel 2008 è stato trovato il finanziamento per un progetto pilota per dimostrare che le unità potevano essere riparate e che le fotografie potevano essere recuperate dai nastri originali. Il primo obiettivo era quello di smontare e pulire metodicamente le unità a nastro. Nel frattempo Zin ha iniziato a testare i sistemi delle unità a nastro e a stilare un elenco di dispositivi da sostituire e rimettere a nuovo. Le parti per le unità sono state acquistate su eBay, nei negozi online di componenti elettronici e in altri posti.

## Gestione e reclutamento
Wingo e Cowing si sono impegnati nella gestione del progetto: ordinare i pezzi di ricambio, gestire i fondi, ricercare aziende specializzate nella riparazione e reclutare il personale per il progetto. Ha iniziato a inviare una newsletter, che è stata poi trasformata in un blog, MoonViews.com, e a pubblicare foto sulla pagina Facebook del progetto. Sono stati ingaggiati tirocinanti della vicina San Jose State University e il team ha chiesto aiuto ai dipendenti in pensione di Ampex e agli autori di blog con un pubblico che potrebbe essere in grado di aiutare. Ha collaborato al progetto anche la dottoressa Lisa Gaddis del progetto United States Geological Survey per digitalizzare le pellicole del Lunar Orbiter, e Charlie Byrne, che ha scritto il promemoria raccomandando che i dati del Lunar Orbiter fossero memorizzati su nastro magnetico. Il progetto è stato riportato su Los Angeles Times, Computerworld, National Geographic, Associated Press, American Libraries, giornali locali e numerosi blog.
In ogni articolo è stato incluso il concetto che le fotografie sono un elemento vitale della storia, ma soprattutto che contengono dati scientifici di un tempo, un luogo e una qualità che non si è più ripetuta. Sono fotografie che possono aiutare la ricerca in corso sulla Luna e sul clima della Terra. Ci possono essere anche altri dati persi della stessa epoca registrati utilizzando le stesse unità a nastro che potrebbero beneficiare degli sforzi del team LOIRP.

## Media e metadati

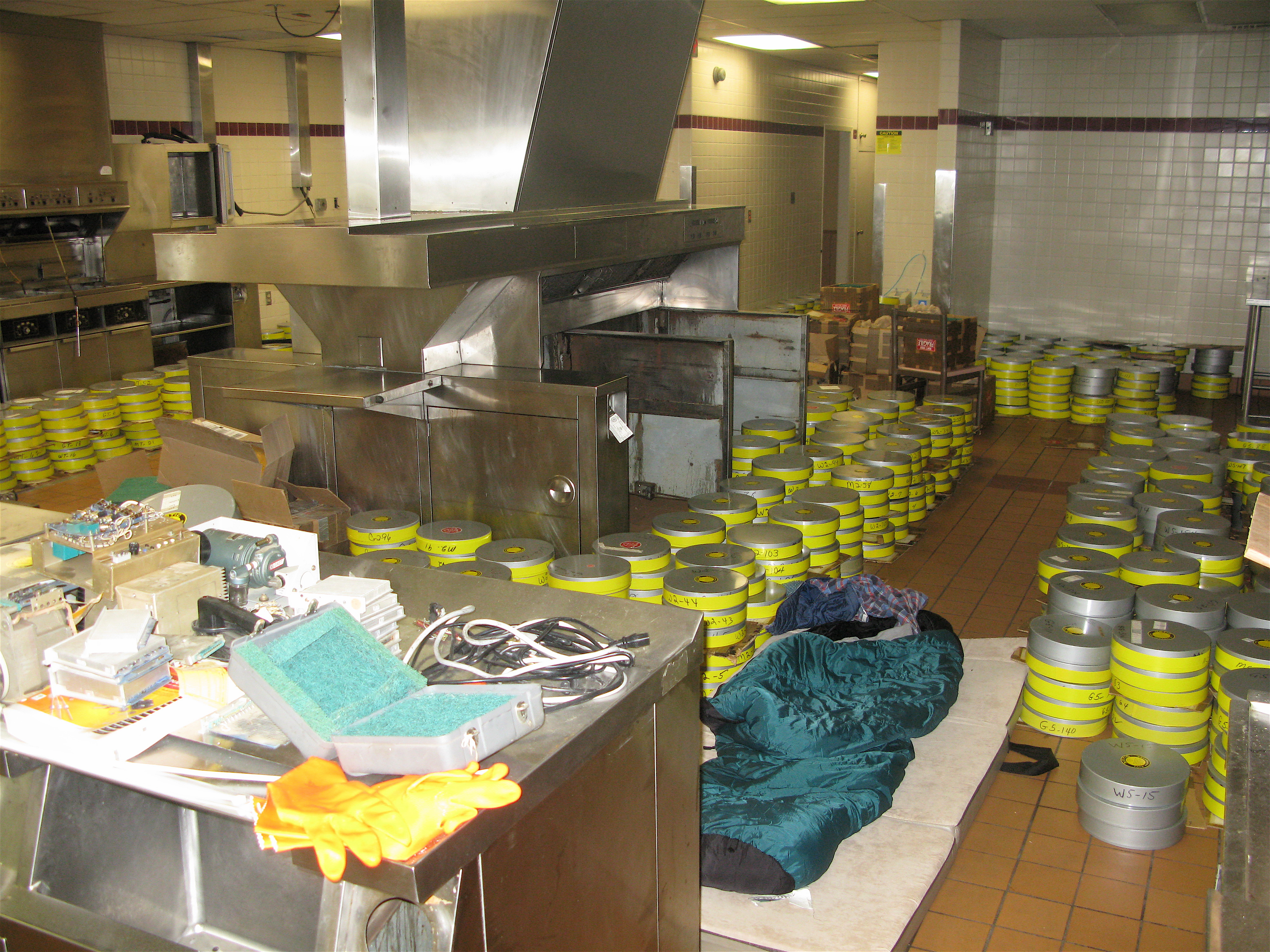
Pile di bobine di nastro da 70 mm all'interno di McMoon's

Un gruppo di studenti della NASA Astrobiology Academy è stato incaricato di rimuovere tutti i nastri dalle scatole e di metterli in ordine. Ogni nastro impiega circa un'ora per essere riprodotto sull'unità a nastro e contiene un'immagine ad alta risoluzione e un'immagine a media risoluzione.
Quando è stata archiviata nei primi anni '70, ogni bobina di nastro è stata etichettata, avvolta in un sacchetto di plastica trasparente e racchiusa in un contenitore di mu-metal e sigillata con nastro di plastica giallo. Ulteriori etichette sono state poste all'esterno del contenitore di metallo. Ogni nastro è etichettato con un codice che di solito è composto da due lettere e due numeri, ad esempio: MT_19, WT_45 e GT_46. Uno degli studenti dell'Astrobiology Academy si rese conto che la prima lettera indicava quale stazione di terra registrava i dati sul nastro di quel contenitore: "M" indica che il nastro è stato registrato nel Madrid Deep Space Communication Complex; "W" indica che il nastro è stato registrato in Woomera e "G" indica che il nastro è stato registrato nel Goldstone Deep Space Communications Complex. Questa ipotesi è stata confermata quando il team ha ascoltato la traccia audio all'inizio di alcuni nastri, dove l'operatore della stazione di terra recita informazioni sul nastro e sulla registrazione. Su nastri contrassegnati con una "M" l'operatore ha un accento decisamente spagnolo. Su nastri contrassegnati con una "W" l'operatore ha un accento spiccatamente australiano. Su nastri contrassegnati con la lettera "G" l'operatore parla con un accento americano.  A volte la traccia audio registra un operatore in una stazione di rilevamento che parla con un operatore in un'altra stazione di rilevamento.  L'audio di apertura di ogni nastro include la data in cui il nastro è stato registrato sia nel tempo locale che nel tempo universale. Ci sono stati altri problemi di confusione con i nastri. Ogni nastro avrebbe dovuto contenere una coppia completa di immagini, ma alcuni contengono solo pochi minuti di segnale audio e altri ancora la stessa minuscola porzione di un'immagine più e più volte. Nelle prime fasi del progetto la squadra voleva recuperare le fotografie che avessero il massimo valore e impatto ma hanno scoperto che era molto dispendioso in termini di tempo trovare delle fotografie in quel disordinato assortimento di nastri.

## Hardware e finanziamenti

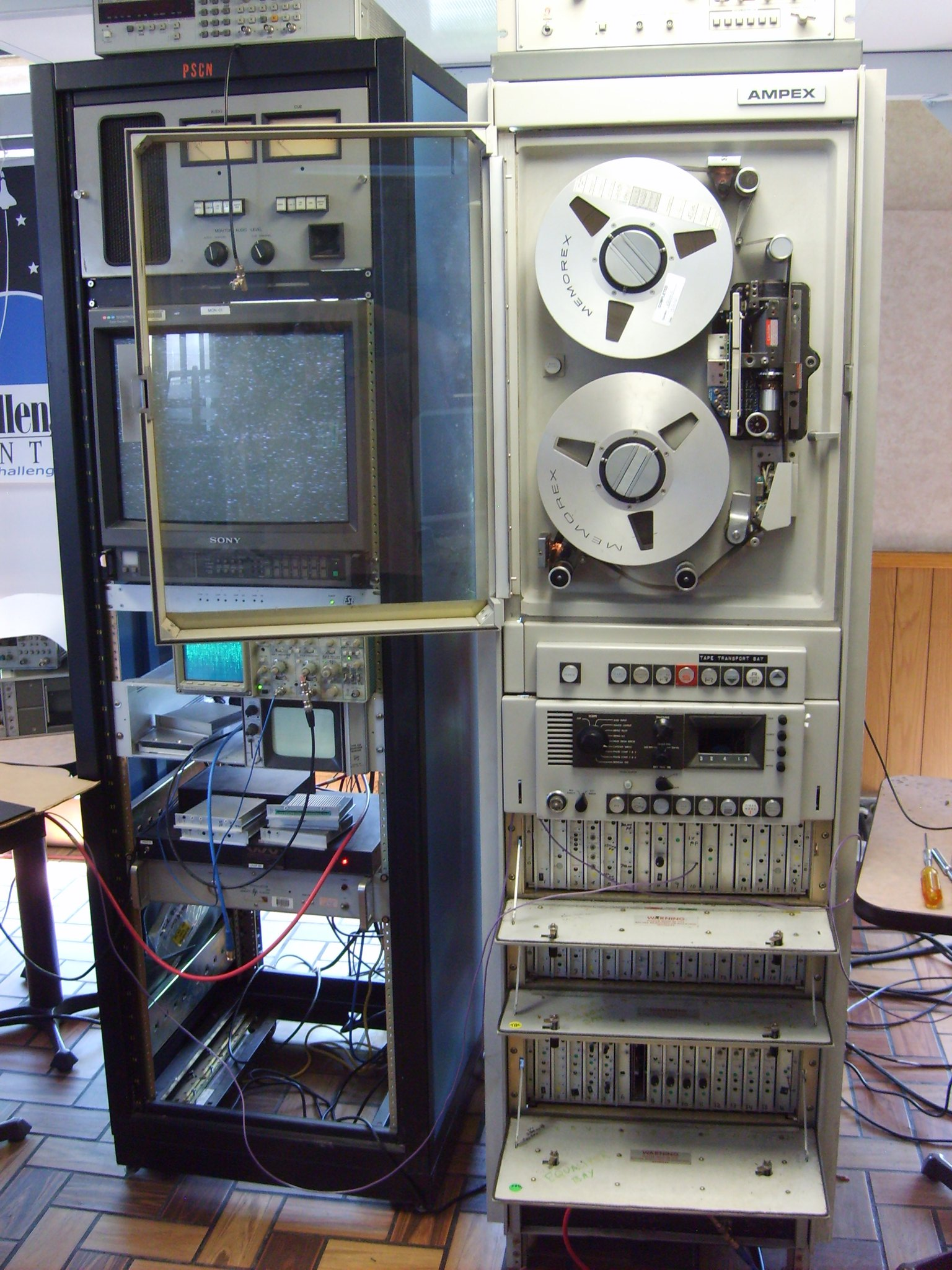
Una delle unità a nastro FR-900

In un meccanismo di unità a nastro magnetico completo e funzionante, le testine dell'unità a nastro applicano un campo magnetico molto specifico al nastro; il nastro induce quindi una variazione della corrente elettrica che viene rilevata. I dati provenienti dai nastri Lunar Orbiter sono poi fatti passare in un demodulatore e attraverso un convertitore analogico-digitale in modo che possa essere inserito in un computer per l'elaborazione digitale. Ogni immagine è divisa in strisce sul nastro, così che il computer possa creare una fotografia completa. Prima ancora di avviare il progetto, il team ha valutato i rischi e ha stabilito che ce n'erano due: il primo era che i nastri si fossero deteriorati al punto da non poter essere letti; il secondo era che le unità a nastro non sarebbero state in grado di leggere i nastri. Le milestone del progetto sono state definite per verificare questi rischi nel più breve tempo possibile con il minimo dispendio di denaro.
Quando il progetto è iniziato concretamente nel luglio 2008, i risultati sono arrivati rapidamente. Nel giro di un paio di settimane la prima unità a nastro era stata accesa, anche se era chiaro che molte parti dovevano essere ancora sostituite. Un'ulteriore settimana di pulizia e test ha rivelato che tra le quattro unità e i lotti di pezzi di ricambio c'erano sufficienti alimentatori per far funzionare una delle unità a nastro e c'era almeno una testina funzionante per l'unità. La testina è il meccanismo che lambisce il nastro e legge e scrive i dati, quindi è di importanza fondamentale; nel caso delle unità a nastro Ampex FR-900, le testine non sono state prodotte dopo il 1974, non possono essere sostituite e possono essere rimesse a nuovo solo da parte di una sola piccola azienda con grandi spese.
Dopo un altro mese di riparazioni, sostituzioni di parti, test e aggiustamenti, il progetto ha ottenuto il primo risultato concreto della bontà dei nastri. Ogni nastro inizia con una breve clip audio in formato standard dell'operatore e le unità a nastro sono state in grado di leggere il segnale audio. Ciò non ha richiesto l'utilizzo delle testine video necessarie per leggere i dati dell'orbita lunare dal nastro, ma ha dimostrato che i nastri non erano deteriorati e che molti dei sottosistemi del lettore nastro erano in buone condizioni di funzionamento.
La documentazione per le unità a nastro era fondamentalmente incompleta, il che impediva al team di comprendere il modo giusto di riparare, manutenere e utilizzare le unità a nastro. La ricerca di documentazione è stata estesa e di solito deludente, poiché spesso si scopriva che gli ingegneri in pensione o più anziani avevano da poco ripulito il loro garage. Nel blog Dennis Wingo ha scritto: "Non posso dirvi quante volte abbiamo sentito storie simili di manuali gettati da poco tempo negli ultimi sei mesi". Il team ha poi saputo da un amico di un amico che la documentazione per la manutenzione memorizzata su schede di apertura (microfilm incorporati nelle schede perforate del computer) era stata conservata dall'ex responsabile dell'ingegneria sul campo di Ampex.  Questa documentazione avrebbe permesso al team di apprendere le corrette procedure di riparazione delle unità a nastro e di allineamento della meccanica.

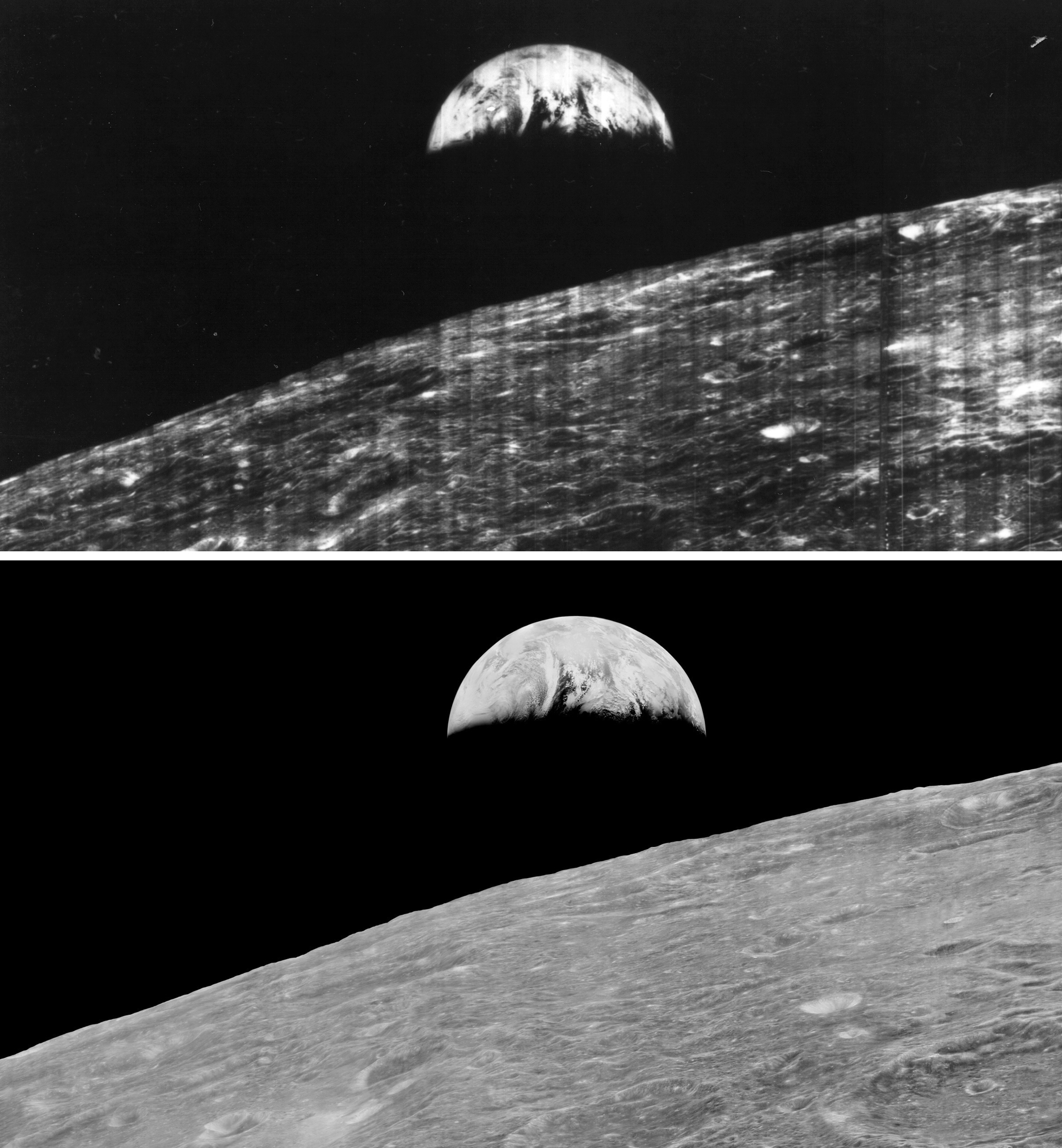
Confronto diretto tra la fotografia originale e la versione restaurata

A questo punto del restauro, la demodulazione dei nastri era diventata il problema principale. Il team non era sicuro se la scheda di demodulazione fornita con il sistema fosse quella corretta, se ne avevano bisogno di una diversa o se ne avevano bisogno di questa e di un'altra. Allo stesso tempo hanno scoperto un nastro che, dalla clip audio iniziale, sembrava contenere una registrazione demodulata di una delle fotografie. Si trattava di un colpo di fortuna, perché significava che non sarebbe stato necessario un demodulatore per generare fotografie da quel nastro. Se il team fosse riuscito a salvare quell'immagine, il progetto avrebbe dimostrato "che l'unità poteva essere rimessa a nuovo fino al punto di riprodurre fedelmente un nastro". Il lavoro è continuato e il team ha coniato il termine "tecnoarcheologia" per descrivere il processo di ricerca di quale nastro conteneva quale immagine.
I messaggi sul blog sono proseguiti ma con poca concretezza fino a quando improvvisamente la NASA ha annunciato una conferenza stampa. Il 13 novembre 2008 la NASA ha tenuto una conferenza stampa e ha annunciato che avrebbe rilasciato la prima immagine che è stata restaurata: un'impressionante fotografia, scattata il 23 agosto 1966, della Terra vista, per la prima volta, dalla Luna. Questa è stata una pietra miliare importante che ha dimostrato che i nastri e le unità nastro erano entrambe buone. La NASA Exploration Systems Mission Directorate (ESMD) aveva finora sponsorizzato il team con una piccola sovvenzione di 100.000 dollari. A seguito di questi successi sono stati sbloccati altri 150.000 dollari per completare un importante restauro delle unità e per creare l'hardware di demodulazione necessario per gli altri nastri. Gregory Schmidt, vice direttore del Lunar Science Institute della NASA di Ames, ha dichiarato: "Ora che abbiamo dimostrato la capacità di recuperare le fotografie, il nostro obiettivo è quello di completare il restauro delle unità a nastro e passare al recupero di tutte le fotografie sui nastri rimanenti".
Nel giro di un mese la successiva tornata di finanziamenti è arrivata e il restauro è iniziato sul serio. Le testine, gli argani e i motori a rotore sono stati restaurati da due aziende diverse. Una nuova documentazione sulla demodulazione è stata scoperta e il team ha iniziato a costruire un quadro a mano. Si producevano nastri personalizzati per sostituire quelli vecchi. È stato scritto un software per elaborare le fotografie digitali. La spesa maggiore è stata quella delle testine, che sono costate circa 8.000 dollari ciascuna per essere ristrutturate.
Il 21 marzo 2009 il team ha annunciato di aver recuperato un'immagine non demodulata da uno dei nastri utilizzando il sistema di demodulazione appena perfezionato. L'immagine, del cratere Copernico, è stata scattata dal veicolo spaziale Lunar Orbiter 2 il 24 novembre 1966. Lo scienziato della NASA Martin Swetnick fu citato in un articolo della rivista "Time" del 1966 e definì questa fotografia "una delle grandi fotografie del secolo". Ad aprile il team aveva digitalizzato 30 fotografie. Un paio di mesi dopo un articolo su Computerworld ha rivelato che il progetto aveva una nuova sovvenzione di 600.000 dollari e sperava di digitalizzare completamente tutte le fotografie entro febbraio 2010. La maggior parte dei nuovi finanziamenti proveniva dalla NASA ma circa il 10% proveniva da altri donatori. Questo nuovo finanziamento ha permesso al team di ripristinare una seconda unità a nastro a pieno regime per novembre 2009, il che ha reso il processo di ripristino delle fotografie molto più veloce. Le testine Ampex FR-900 sono state restaurate da Videomagnetics di Colorado Springs, l'unica azienda al mondo che ancora restaura le testine video Ampex e RCA Quadruplex.

## Preservazione futura
Prima dell'aprile 2017 tutte le fotografie sono state consegnate al Planetary Data System (PDS) della NASA, un archivio digitale per i dati della missione NASA e di supporto a terra. La revisione paritaria della presentazione del LOIRP PDS è iniziata nel maggio 2017. I LOIRP Online Data Volumes sono stati resi pubblici dalla NASA presso il PDS Cartography and Imaging Sciences Node il 31 gennaio 2018.